# Własność intelektualna
Własność intelektualna – zbiorcze określenie grupy monopoli prawnych, obejmujących dobra niematerialne związane z twórczą działalnością człowieka. Do własności intelektualnej zalicza się w szczególności utwory chronione prawem autorskim, wynalazki, wzory użytkowe, wzory przemysłowe, znaki towarowe, topografie układów scalonych oraz oznaczenia geograficzne chronione prawem własności przemysłowej, odmiany uprawne chronione wyłącznym prawem do odmiany, a także know-how oraz tajemnicę przedsiębiorstwa.
W ramach własności intelektualnej mieści się własność przemysłowa. Pojęcie to zostało zdefiniowane już w Konwencji Paryskiej z 1883 roku, która jest jednym z fundamentalnych dokumentów międzynarodowego prawa własności intelektualnej. Własność przemysłowa obejmuje szeroki zakres praw, w tym:
- Patenty na wynalazki – prawa przyznawane za innowacje techniczne,
- Wzory użytkowe – ochrona dla mniejszych rozwiązań technicznych,
- Wzory przemysłowe – ochrona estetycznego kształtu lub wzornictwa produktów,
- Znaki towarowe – ochrona znaków służących do odróżniania produktów lub usług firm,
- Nazwy handlowe – ochrona nazw firm w obrocie gospodarczym,
- Oznaczenia pochodzenia – prawa dotyczące geograficznego pochodzenia towarów,
- Zwalczanie nieuczciwej konkurencji – przepisy chroniące uczciwą konkurencję na rynku.

Ponadto, do własności przemysłowej zalicza się również ochronę topografii układów scalonych oraz ochronę nowych odmian roślin.
Różnicowanie pomiędzy własnością intelektualną a przemysłową ma istotne znaczenie w pracy rzeczników patentowych. Rzecznicy patentowi mogą reprezentować swoich klientów przed sądami w sprawach dotyczących wyłącznie własności przemysłowej, co wyklucza sprawy dotyczące prawa autorskiego.
Wyjątkiem są sprawy, dotyczące jednocześnie własności przemysłowej i praw autorskich: Sąd Najwyższy stwierdził: W sprawie o zwalczanie nieuczciwej konkurencji, której przedmiotem jest także roszczenie dotyczące naruszenia majątkowych praw autorskich do utworu, pełnomocnikiem procesowym może być także rzecznik patentowy.

## Historia
W obecnym znaczeniu termin własności intelektualnej użyty został po raz pierwszy w 1888 roku wraz z założeniem szwajcarskiego Bureau fédéral de la propriété intellectuelle. Do szerszego użycia wprowadzony został dopiero po utworzeniu w 1967 r. agendy ONZ pod nazwą Światowa Organizacja Własności Intelektualnej (WIPO).

## Krytyka
Richard Stallman skrytykował pojęcie „własność intelektualna” jako bezzasadne uogólnienie (postulował by prawo autorskie, patenty oraz znaki towarowe traktować rozdzielnie) oraz jako niezasadne budowanie analogii z własnością.